# Gasteracantha unguifera
Gasteracantha unguifera là một loài nhện trong họ Araneidae.
Loài này thuộc chi Gasteracantha. Gasteracantha unguifera được Eugène Simon miêu tả năm 1889.